# Liste der Namen deutscher Kriegsschiffe (N–Z)
Fortsetzung von Teil I: Liste der Namen deutscher Kriegsschiffe (A–M)
Die Liste der Namen deutscher Kriegsschiffe enthält alle Schiffe der folgenden Marinen:
- Seestreitkräfte des Deutschen Bundes einschließlich der provisorischen Zentralgewalt von 1848/49 und aller Teilstaaten einschließlich Österreichs bis 1866
- Marine des Norddeutschen Bundes
- Streitkräfte des Deutschen Reiches von 1871 bis 1945 (Kaiserliche Marine, Reichsmarine, Kriegsmarine, Luftwaffe der Wehrmacht)
- Deutsche Seeverbände 1945–1956
- Bundesmarine und Deutsche Marine, außerdem seegehende Fahrzeuge anderer Bundeswehrdienststellen
- Volksmarine einschließlich der 6. Grenzbrigade Küste und des Seehydrographischen Diensts (SHD), jedoch ohne Fahrzeuge der Gesellschaft für Sport und Technik

Die Namen werden in alphabetischer Reihenfolge ohne Berücksichtigung von Präfixen (z. B. SMS) gelistet. Sollte die Liste zu lang werden, wird sie aufgeteilt.
Für jeden Namen gibt es eine Überschrift (fett), darunter die einzelnen Namensträger in der Reihenfolge des Beginns der Namensführung. Soweit sinnvoll, werden Namen mit mehreren Bestandteilen doppelt gelistet (z. B. Fürst Bismarck unter F und B).
Es werden angeführt: Name, Zeitraum der Namensführung in den genannten Seestreitkräften, Typ, Klasse, Marine. Weitere Angaben sprengen die Liste und sollen hier unterbleiben.

## A–M
Schiffsnamen A–M

## N

### Na
Najade
- Najade (Netzleger IV); 1940–1945; zum Netzleger umgebautes Kombischiff; Kriegsmarine
- Najade; 1962–1991; U-Jagd-Boot; Thetis-Klasse; Bundesmarine

Narwal
- UZ 18 Narwal; 1928 – ?; Versuchsschnellboot; Einzelboot; Reichsmarine, Kriegsmarine (?)
- Narwal; 1990, Aufklärungs-Uboot; Einzelboot; Wehrtechnische Dienststelle 71

Nassau
- Nassau; 1909–1919; Großlinienschiff; Nassau-Klasse; Kaiserliche Marine

Natter
- Natter; 1864–1880; Dampfkanonenboot; Jäger-Klasse; Preußische Marine, Marine des Norddeutschen Bundes, Kaiserliche Marine
- Natter; 1884–1911; Panzerkanonenboot; Wespe-Klasse; Kaiserliche Marine
- Natter, 1940–1945; Vorpostenboot, U-Jäger; erbeuteter französischer Trawler; Kriegsmarine
- Natter; 1958–1967; Landungsunterstützungsschiff; Otter-Klasse; Bundesmarine

Nauen
- Nauen; 1957–1971; Minenräumboot; Schwalbe-Klasse; Volksmarine

Nautilus
- Nautilus; 1873–1896; Kanonenboot; Albatross-Klasse; Kaiserliche Marine
- Nautilus; 1908–1919; Minenkreuzer; Nautilus-Klasse; Kaiserliche Marine
- Nautilus; 1929–1940; Versuchsboot; Minensuchboot 1915; Reichsmarine, Kriegsmarine
- Nautilus; 1966–1994; Küstenwachboot, Binnenminensuchboot; Frauenlob-Klasse; Bundesmarine

### Ne
Neckar
- Neckar; 1963–1989; Tender; Rhein-Klasse; Bundesmarine

Neiße
- Neiße, U-Boot-Begleitschiff

Neptun
- Neptun; 1960–1990; Schnelles Minensuchboot; Schütze-Klasse; Bundesmarine

Nerz
- Nerz; 1963–1982; Schnellboot; Zobel-Klasse; Bundesmarine
- S 74 Nerz; 1982–2012; Schnellboot; Gepard-Klasse; Bundesmarine[A 2]

Nettelbeck
- Nettelbeck; 1940–1945; Räumbootbegleitschiff; Minensuchboot 1916; Kriegsmarine

Neubrandenburg
- Neubrandenburg; 1953–1965; Minensuchboot; Habicht-Klasse; Volkspolizei See, Volksmarine
- Neubrandenburg; 1977–1990; Landungsschiff; Frosch-I-Klasse; Volksmarine

Neuende
- Neuende; 1971–1994; Hafenschlepper; Neuende-Klasse; Bundesmarine

Neumark
- Neumark; 1941–1945; Werkstattschiff; Neumark-Klasse; Kriegsmarine

Neuruppin
- Neuruppin; 1971–1990; Minensuchboot; Kondor-II-Klasse; Volksmarine

Neustrelitz
- Neustrelitz; 1969–1990; Minensuchboot; Kondor-I-Klasse; Volksmarine

Neuwerk
- Neuwerk; 1963–1997; Hafenschlepper; Sylt-Klasse; Bundesmarine

### Ni
Niedersachsen
- Niedersachsen; 1943–1944; Minenschiff; Einzelschiff; Kriegsmarine
- Niedersachsen; seit 1982; Fregatte; Bremen-Klasse; Bundesmarine

Nienburg
- Nienburg; 1968–1998; Versorgungsschiff; Lüneburg-Klasse; Bundesmarine

Niobe
→ Niobe (Schiffsname)
- Niobe; 1861–1890; Segelfregatte, Schulschiff; Einzelschiff; Preußische Marine, Marine des Norddeutschen Bundes, Kaiserliche Marine
- Niobe; 1900–1925; Kleiner Kreuzer; Gazelle-Klasse; Kaiserliche Marine, Reichsmarine
- Niobe; 1921–1932; Segelschulschiff; Einzelschiff; Reichsmarine
- Niobe; 1941–1944; Schulschiff, schwimmende Fla-Batterie; niederländische Holland-Klasse; Kriegsmarine
- Niobe; 1958–1976; Küstenwachboot, Sperrwaffenversuchsboot; Einzelschiff/Prototyp; Bundesmarine

Nix
- Nix; 1851–1855; Aviso; Nix-Klasse; Preußische Marine

Nixe
- Nixe; 1886–1911; Gedeckte Korvette; Einzelschiff; Kaiserliche Marine
- Nixe; 1963–1992; Küstenwachboot, Binnenminensuchboot; Ariadne-Klasse; Bundesmarine

### No
Norderney
- Norderney; 1970–2002; Seeschlepper; Wangerooge-Klasse; Bundesmarine

Nordperd
- Nordperd; 1979–1990; Versorger; Frosch-II-Klasse; Volksmarine

Nordrhein-Westfalen
- Nordrhein-Westfalen; seit 2020; Fregatte; Baden-Württemberg-Klasse; Deutsche Marine

Nordsee
- Nordsee; 1914–1947; Tender; Einzelschiff; Kaiserliche Marine, Reichsmarine, Kriegsmarine, Deutscher Minenräumdienst

Nordstern
- Nordstern; 1941–1944; Stützpunkttanker; Kriegsmarine

Nordstrand
- Nordstrand; 1959–1986; Hafenschlepper; Lütje-Hörn-Klasse; Bundesmarine
- Nordstrand; seit 1987; Hafenschlepper; Nordstrand-Klasse; Bundesmarine

Nordwind
- Nordwind; 1951–2006; Segelschulboot; Kriegsfischkutter; Seegrenzschutz, Bundesmarine

Notus
- Notus; 1874–1909; Torpedoboot, Schlepper; Einzelschiff; Kaiserliche Marine

Novara
- Novara; 1851–1898; Fregatte; Einzelschiff; Österreichische Kriegsmarine

### Nu
Nübbel
- Nr. 8 Nübbel; 1848–1851; gedecktes Ruderkanonenboot; Einheitstyp; Schleswig-Holsteinische Marine

Nürnberg
- Nürnberg; 1908–1914; Kleiner Kreuzer; Königsberg-Klasse; Kaiserliche Marine
- Nürnberg; 1916–1919; Kleiner Kreuzer; Königsberg-Klasse; Kaiserliche Marine
- Nürnberg; 1935–1945; Leichter Kreuzer; Leipzig-Klasse; Reichsmarine, Kriegsmarine

### Ny
Nymphe
- Nymphe; 1864–ca. 1890; Dampfkorvette; Nymphe-Klasse; Preußische Marine, Marine des Norddeutschen Bundes, Kaiserliche Marine
- Nymphe; 1899–1931; Kleiner Kreuzer; Gazelle-Klasse; Kaiserliche Marine, Reichsmarine
- Nymphe; 1941–1945; Flak-Schiff; norwegische Harald-Haarfagre-Klasse; Kriegsmarine
- Nymphe; 1963–1992; Küstenwachboot, Binnenminensuchboot; Ariadne-Klasse; Bundesmarine

## O

### Od
Odenwald
- Odenwald; 1967–2002; Munitionstransporter; Westerwald-Klasse; Bundesmarine

Odin
- Odin; 1896–1919; Küstenpanzerschiff; Siegfried-Klasse; Kaiserliche Marine
- Odin; Zweiter Weltkrieg[A 3]; Hilfsminensuchboot, Vorpostenboot; Fischdampfer; Kriegsmarine
- Odin; 1960–1991; Werkstattschiff; Odin-Klasse; Bundesmarine, Bundesamt für Wehrtechnik und Beschaffung

### Of
Offenburg
- Offenburg; 1968–1993; Versorgungsschiff; Lüneburg-Klasse; Bundesmarine

### Ok
Oker
- Oker; 1960–1987; Aufklärungsschiff, Flottendienstboot; Oker-Klasse; Bundesmarine
- Oker; seit 1988; Aufklärungsschiff, Flottendienstboot; Oste-Klasse; Bundesmarine

### Ol
Oldenburg
- Großherzog von Oldenburg; 1850–1852; Radkorvette; Frankfurt-Klasse; Reichsflotte
- Oldenburg; 1886–1912; Panzerschiff; Einzelschiff; Kaiserliche Marine
- Oldenburg; 1912–1920; Großlinienschiff; Helgoland-Klasse; Kaiserliche Marine, Reichsmarine
- Oldenburg; 1944–1945; Minenschiff; italienische Sesia-Klasse; Kriegsmarine
- Oldenburg; seit 2013; Korvette; Braunschweig-Klasse; Deutsche Marine

Olga
- Olga; 1881–1905; Kreuzerkorvette; Carola-Klasse; Kaiserliche Marine

### Or
Oranienburg
- Oranienburg; 1971–1990; Minensuchboot; Kondor-II-Klasse; Volksmarine

Orion
- Orion, auch Handelsstörkreuzer 1 (HSK 1) und Schiff 36; 1939–1945; Hilfskreuzer; Einzelschiff; Kriegsmarine
- Orion; 1956–1962; Minenräumboot; R-Boot der Kriegsmarine; Bundesmarine
- Orion; 1962–1973; Schnelles Minensuchboot; Schütze-Klasse; Bundesmarine

### Os
Oste
- Oste; 1957–1987; Tender, Aufklärungsschiff, Flottendienstboot; Faettenfjord-Klasse; Bundesmarine
- Oste; seit 1988; Aufklärungsschiff, Flottendienstboot; Oste-Klasse; Bundesmarine

Ostfriesland
- Ostfriesland; 1911–1920; Großlinienschiff; Helgoland-Klasse; Kaiserliche Marine, Reichsmarine

Ostmark
- Ostmark; 1940–1940; Schleuderschiff; Einzelschiff; Luftwaffe der Wehrmacht
- Ostmark; 1941–1945; Minenschiff; Einzelschiff; Kriegsmarine

Ostseeland
- Ostseeland (ab 1971 Ostseeland II); 1961–1990; Repräsentationsschiff; Einzelschiff; Volksmarine
- Ostseeland; 1971–1990; Staatsyacht; Kondor-II-Klasse; Volksmarine

Oswald
- Oswald; 1914–1919; Tender, Flugzeugmutterschiff; Einzelschiff; Kaiserliche Marine

### Ot
Otter
- Otter; 1878–1907; Kanonenboot; Einzelschiff; Kaiserliche Marine
- Otter; 1910–1917; Flusskanonenboot; Einzelschiff; Kaiserliche Marine
- Otter; 1934–1944; Minentransporter; Irben-Klasse; Reichsmarine, Kriegsmarine
- Otter; 1958–1967; Landungsunterstützungsschiff; Otter-Klasse; Bundesmarine

Otto Braun
- Otto Braun; 1938–1941; Versuchsboot; Minensuchboot 1916; Kriegsmarine

Otto Wünsche
- Otto Wünsche; 1943–1946; U-Boot-Begleitschiff; Wilhelm-Bauer-Klasse; Kriegsmarine, Deutscher Minenräumdienst

### Oz
Ozelot
- Ozelot; 1963–1984; Schnellboot; Zobel-Klasse; Bundesmarine
- S 78 Ozelot; seit 1984; Schnellboot; Gepard-Klasse; Bundesmarine[A 2]

## P

### Pa
Paderborn
- Paderborn; 1958–2000; Küstenminensuchboot, Hohlstablenkboot; Lindau-Klasse; Bundesmarine

Palmer Ort
- Palmer Ort; 1968–1990; Seezeichenkontrollboot; SKB-64-Klasse; Seehydrographischer Dienst der DDR

Panther
- Panther; 1902–1931; Kanonenboot; Iltis-Klasse; Kaiserliche Marine, Reichsmarine
- Panther; 1940–1945; Torpedoboot; Sleipner-Klasse; Kriegsmarine
- Panther; 1958–1973; Schnellboot; Jaguar-Klasse; Bundesmarine
- S 50 Panther; 1974–2002; Schnellboot; Tiger-Klasse; Bundesmarine[A 2]

Parchim
- Parchim; 1981–1990; U-Jagd-Boot; Parchim-Klasse; Volksmarine

Pasewalk
- Pasewalk; 1969–1990; Minensuchboot; Kondor-I-Klasse; Volksmarine

Passat
- Passat; 1940–1944; Hilfsminenschiff, Trossschiff; Kriegsmarine
- Passat; 1956–1978; Hafenschlepper; Klasse 729; Bundesmarine

Passau
- Passau; 1960–1963; Küstenminensuchboot; Vegesack-Klasse; Bundesmarine
- Passau; seit 1990; Schnelles Minensuchboot, Minenjagdboot; Hameln-/Kulmbach-Klasse; Bundesmarine

Paul Beneke
- Paul Beneke; 1937–1945; Stationstender, Navigationsschulschiff; Kriegsmarine

Paul Jacobi
- Z 5 Paul Jacobi; 1937–1945; Zerstörer; Zerstörer Typ 1934A; Kriegsmarine

### Pe
Pegasus
- Pegasus; 1956–1961; Minenräumboot; R-Boot der Kriegsmarine; Bundesmarine
- Pegasus; 1962–1973; Schnelles Minensuchboot; Schütze-Klasse; Bundesmarine

Pegnitz
- Pegnitz; seit 1990; Schnelles Minensuchboot, Hohlstablenkboot; Hameln-/Ensdorf-Klasse; Bundesmarine

Pelikan
- Pelikan; 1895–1920; Transporter, Minenschiff; Einzelschiff; Kaiserliche Marine, Reichsmarine
- Pelikan; 1929–1940; Versuchsboot; Minensuchboot 1915; Reichsmarine, Kriegsmarine
- Pelikan; 1940–1945; Torpedoklarmachschiff; Pionier-Klasse; Kriegsmarine
- Pelikan; 1941–1944; Flakschiff; Einzelschiff; Kriegsmarine
- Pelikan; 1960–1974; Schnellboot; Jaguar-Klasse; Bundesmarine
- S 53 Pelikan; 1974–1998; Schnellboot; Tiger-Klasse; Bundesmarine[A 2]

Pellworm
- Pellworm; 1956–1978; Hafenschlepper; Klasse 729; Bundesmarine

Perleberg
- Perleberg; 1981–1990; U-Jagd-Boot; Parchim-Klasse; Volksmarine

Perseus
- Perseus; 1961–1988; Schnelles Minensuchboot; Schütze-Klasse; Bundesmarine

### Pf
Pfälzerland
- Pfälzerland; 1956–1969; Materialtransporter; Klasse 785; Bundesmarine

Pfeil
- Pfeil; 1864–1872; Dampfkanonenboot; Jäger-Klasse; Preußische Marine, Marine des Norddeutschen Bundes, Kaiserliche Marine
- Pfeil; 1884–1922; Aviso; Blitz-Klasse; Kaiserliche Marine, Reichsmarine
- Pfeil; 1962–1965; Schnellboot; Vosper-Klasse; Bundesmarine

### Ph
Phoenix
- Phoenix; 1934–1945; Flugsicherungsschiff; Einzelschiff; Luftwaffe der Wehrmacht

### Pi
Piercer
- Piercer (auch The Piercer); 1814–1850; Elbzollfregatte; britische Einheitsbrigg; Königreich Hannover

Pillau
- Pillau; 1914–1919; Kleiner Kreuzer; Pillau-Klasse; Kaiserliche Marine

Pinguin
- Pinguin, auch Handelsstörkreuzer 5 (HSK 5) und Schiff 33; 1940–1941; Hilfskreuzer; Einzelschiff; Kriegsmarine
- Pinguin; 1961–1973; Schnellboot; Jaguar-Klasse; Bundesmarine
- S 58 Pinguin; 1975–2002; Schnellboot; Tiger-Klasse; Bundesmarine[A 2]

Pionier
- Pionier; 1940; Truppentransporter; Pionier-Klasse; Kriegsmarine

### Pl
Planet
- Planet; 1905–1914; Vermessungsschiff; Planet-Klasse; Kaiserliche Marine
- Planet; 1967–2004; Wehrforschungsschiff; Einzelschiff; Bundesamt für Wehrtechnik und Beschaffung
- Planet; seit 2005; Wehrforschungsschiff; Einzelschiff; Bundesamt für Wehrtechnik und Beschaffung

Plön
- Plön; 1956–1970; Hafenschlepper; Klasse 729; Bundesmarine

Plötze
- Plötze; 1966–2001; Landungsboot; Barbe-Klasse; Bundesmarine

Pluto
- Pluto; 1960–1987; Schnelles Minensuchboot; Schütze-Klasse; Bundesmarine

### Po
Poel
- Poel; 1961–1990; Tanker; Projekt 35; Volksmarine

Pössneck
- Pössneck; 1956–1981; Minenräumboot; Schwalbe-Klasse; Volkspolizei See, Volksmarine

Polarfront
- V 5903 Polarfront; 1941–1947; Vorpostenboot; Fischdampfer; Kriegsmarine, Deutscher Minenräumdienst

Pollux
- Pollux; 1956–1959; Minenräumboot; R-Boot der Kriegsmarine; Bundesmarine
- Pollux; 1961–1992; Schnelles Minensuchboot; Schütze-Klasse; Bundesmarine

Pommerania
- Pommerania; ?–?; Aviso; Einzelschiff; Preußische Marine

Pommern
- Pommern; 1907–1916; Linienschiff; Deutschland-Klasse; Kaiserliche Marine
- Pommern; 1943–1943; Minenschiff; Einzelschiff; Kriegsmarine

Posen
- Posen; 1909–1919; Großlinienschiff; Nassau-Klasse; Kaiserliche Marine

Potsdam
- Potsdam; 1958–1973; Minensuchboot; Krake-Klasse; Volksmarine

### Pu
Putlos
- Putlos; ≈1956–1972; Sicherungsboot; Torpedofangboot (Kriegsmarine); Schießplatzkommando Todendorf

### Pr
Prenzlau
- Prenzlau; 1955–1968; Minenräumboot; Schwalbe-Klasse; Volkspolizei See, Volksmarine
- Prenzlau; 1983–1990; U-Jagd-Boot; Parchim-Klasse; Volksmarine

Prerow
- Prerow; 1970–1989; Minensuchboot; Kondor-I-Klasse; Volksmarine

Preußen
- Preußen; 1876–1903; Panzerschiff; Preußen-Klasse; Kaiserliche Marine
- Preußen; 1905–1929; Linienschiff; Braunschweig-Klasse; Kaiserliche Marine, Reichsmarine
- Preußen; 1939–1941; Minenschiff; Einzelschiff; Kriegsmarine
- Preußen; 1944–1945; Minenschiff; Einzelschiff; Kriegsmarine

Preußischer Adler
- Preußischer Adler; 1862–1879; Aviso; Einzelschiff; Preußische Marine; Marine des Norddeutschen Bundes; Kaiserliche Marine

Prinz Adalbert
- Prinz Adalbert; 1865–1871; Widderschiff, Einzelschiff; Preußische Marine; Marine des Norddeutschen Bundes; Kaiserliche Marine
- Prinz Adalbert; 1878–1890; Gedeckte Korvette, Kreuzerfregatte; Leipzig-Klasse; Kaiserliche Marine
- Prinz Adalbert; 1904–1915; Großer Kreuzer; Einzelschiff; Kaiserliche Marine

Prinz Eitel Friedrich
- Prinz Eitel Friedrich; 1914–1917; Hilfskreuzer; Einzelschiff; Kaiserliche Marine

Prinz Eugen
- Prinz Eugen; 1940–1945; Schwerer Kreuzer; Admiral-Hipper-Klasse; Kriegsmarine

Prinz Heinrich
- Prinz Heinrich; 1900–1919; Großer Kreuzer; Prinz-Adalbert-Klasse; Kaiserliche Marine

Prinzeß Wilhelm
- Prinzeß Wilhelm; 1889–1914; Kleiner Kreuzer; Irene-Klasse; Kaiserliche Marine

Prinzregent Luitpold
- Prinzregent Luitpold; 1913–1919; Großlinienschiff; Kaiser-Klasse; Kaiserliche Marine

Pritzwalk
- Pritzwalk; 1971–1990; Minensuchboot; Kondor-II-Klasse; Volksmarine

### Pu
Puma
- Puma; 1962–1981; Schnellboot; Zobel-Klasse; Bundesmarine
- S 72 Puma; seit 1982; Schnellboot; Gepard-Klasse; Bundesmarine[A 2]

Putlos
- Putlos; seit 1994; Sicherungsboot; Todendorf-Klasse; Wehrbereichskommando Küste

## R

### Ra
Ranzow
- Ranzow; 1968–1990; Seezeichenkontrollboot; SKB-64-Klasse; Seehydrographischer Dienst der DDR

Rathenow
- Rathenow; 1972–1990; Minensuchboot; Kondor-II-Klasse; Volksmarine

Raubmöwe
- Raubmöwe; 1956–1967; Schnellboot; Silbermöwe-Klasse; Seegrenzschutz, Bundesmarine

Raule
- Raule; 1939–1942; Räumbootbegleitschiff; Minensuchboot 1916; Kriegsmarine
- Raule; 1959–1967; Schulfregatte; Brommy-Klasse; Bundesmarine

### Re
Regensburg
- Regensburg; 1914–1920; Kleiner Kreuzer; Graudenz-Klasse; Kaiserliche Marine, Reichsmarine

Regulus
- Regulus; 1944–1945; Navigationsschulschiff; Einzelschiff; Kriegsmarine
- Regulus; 1956–1961; Minenräumboot; R-Boot der Kriegsmarine; Bundesmarine
- Regulus; 1962–1990; Schnelles Minensuchboot; Schütze-Klasse; Bundesmarine

Reiher
- Reiher; 1942–1943; Artillerieschulboot; Küstentorpedoboot Klasse A-I der Kaiserlichen Marine; Kriegsmarine
- Reiher; 1960–1974; Schnellboot; Jaguar-Klasse; Bundesmarine
- S 59 Reiher; 1975–2002; Schnellboot; Tiger-Klasse; Bundesmarine[A 2]

Rendsburg
- Rendsburg; 1848–1851; bewaffneter Schleppdampfer; Einzelschiff; Schleswig-Holsteinische Marine

Renke
- Renke; 1966–1991; Landungsboot; Barbe-Klasse; Bundesmarine

Renown
- Renown; 1870–1881; Artillerieschulschiff; Einzelschiff; Marine des Norddeutschen Bundes, Kaiserliche Marine

Rerik
- Rerik; 1970–1990; Minensuchboot; Kondor-I-Klasse; Volksmarine

Restaurador
Restaurador; 1902–1903; Kanonenboot; Einzelschiff; Kaiserliche Marine

### Rh
Rhein
- Rhein; 1867–?; Minendampfer; Rhein-Klasse; Marine des Norddeutschen Bundes, Kaiserliche Marine
- Rhein; 1884–1894; Flussmonitor; Rhein-Klasse; Kaiserliche Marine
- Rhein; 1934–1947; Minentransporter; Irben-Klasse; Reichsmarine, Kriegsmarine, Deutscher Minenräumdienst
- Rhein; 1961–1992; Tender; Rhein-Klasse; Bundesmarine
- Rhein; seit 1993; Tender; Elbe-Klasse; Bundesmarine

Rheinland
- Rheinland; 1909–1918; Großlinienschiff; Nassau-Klasse; Kaiserliche Marine
- Rheinland-Pfalz; 1982–2013; Fregatte; Bremen-Klasse; Bundesmarine
- Rheinland-Pfalz; in der Endausrüstung; Fregatte; Baden Württemberg-Klasse; Deutsche Marine

### Ri
Ribnitz-Damgarten
- Ribnitz-Damgarten; 1983–1990; U-Jagd-Boot; Parchim-Klasse; Volksmarine

Richard Beitzen
- Z 4 Richard Beitzen; 1937–1945; Zerstörer; Zerstörer Typ 1934; Kriegsmarine

Richthofen
- Richthofen; 1943–1945; Flugsicherungsschiff; K-VI-Klasse; Luftwaffe der Wehrmacht

Riems
- Riems; 1960–1990; Tanker; Projekt 35; Volksmarine

Riesa
- Riesa; 1973–1990; Minensuchboot; Kondor-II-Klasse; Volksmarine

Rigel
- Rigel; 1956–1961; Minenräumboot; R-Boot der Kriegsmarine; Bundesmarine
- Rigel; 1962–1990; Schnelles Minensuchboot; Schütze-Klasse; Bundesmarine

Rival
- Rival; 1874–1916; Torpedoboot, Schlepper; Einzelschiff; Kaiserliche Marine

### Ro
Rochen
- Rochen; 1966–1992; Landungsboot; Barbe-Klasse; Bundesmarine

Röbel
- Röbel; 1971–1990; Minensuchboot; Kondor-II-Klasse; Volksmarine

Roland
- Roland; 1939–1944; Minenschiff; Einzelschiff; Kriegsmarine

Romania
- Romania; 1942–1944; Verwundetentransporter, Hilfs-Schnellbootbegleitschiff, Minenschiff; Romania-Klasse; Kriegsmarine

Rommel
- Rommel; 1970–1998; Zerstörer; Lütjens-Klasse; Bundesmarine

Roon
- Roon; 1906–1921; Großer Kreuzer; Roon-Klasse; Kaiserliche Marine

Rosslau
- Rosslau; 1972–1990; Minensuchboot; Kondor-II-Klasse; Volksmarine

Rostock
- Rostock; 1914–1915; Kleiner Kreuzer; Karlsruhe-Klasse; Kaiserliche Marine
- Rostock; 1957–1973; Minensuchboot; Krake-Klasse; Volksmarine
- Rostock; 1978–1990; Küstenschutzschiff, Fregatte; Projekt 1159; Volksmarine, Bundesmarine

Rottweil
- Rottweil; seit 1993; Minenjagdboot, Minentaucherboot; Frankenthal-Klasse; Bundesmarine

Rover
- Rover; 1862–1890; Brigg, Schulschiff; Musquito-Klasse; Preußische Marine, Marine des Norddeutschen Bundes, Kaiserliche Marine

### Ru
Ruden
- Ruden; 1952–1971; Transporter; Projekt RL 235; Volkspolizei See, Volksmarine

Rudolf Diesel
- Rudolf Diesel; 1961–?; Erprobungsboot; YMS-Klasse; Bundesamt für Wehrtechnik und Beschaffung

Rugard
- Rugard; 1939–1945; Räumbootbegleitschiff; Einzelschiff; Kriegsmarine

Ruhr
- Ruhr; 1964–1971; Tender, Schulschiff; Rhein-Klasse; Bundesmarine

## S

### Sa
Saar
- Saar; 1934–1945; U-Boot-Begleitschiff; Einzelschiff; Reichsmarine, Kriegsmarine
- Saar; 1963–1992; Tender; Mosel-Klasse; Bundesmarine

Saarburg
- Saarburg; 1968–1994; Versorgungsschiff; Lüneburg-Klasse; Bundesmarine

Sachsen
- Sachsen 1878–1910; Panzerkorvette, Panzerschiff; Sachsen-Klasse; Kaiserliche Marine
- Sachsen; seit 2003; Fregatte; Sachsen-Klasse; Deutsche Marine

Sachsen-Anhalt
- Sachsen-Anhalt seit 2021; Fregatte, Baden-Württemberg-Klasse; Deutsche Marine

Sachsenwald
- Sachsenwald 1969–1991, Minentransporter, Sachsenwald-Klasse, Bundesmarine

Salamander
- Salamander; 1851–1855; Aviso; Nix-Klasse; Preußische Marine
- Salamander; 1861–1878; Dampfkanonenboot; Jäger-Klasse; Preußische Marine, Marine des Norddeutschen Bundes, Kaiserliche Marine
- Salamander; 1883–1909; Panzerkanonenboot; Wespe-Klasse; Kaiserliche Marine
- Salamander; 1958–1969; Landungsschiff; Eidechse-Klasse; Bundesmarine

Salm
- Salm; 1966–1991; Landungsboot; Barbe-Klasse; Bundesmarine

Santa Elena
- Santa Elena; 1915–1919; Flugzeugmutterschiff; Einzelschiff; Kaiserliche Marine

Sassnitz
- Sassnitz; 1955–1965; Minensuchboot; Habicht-Klasse; Volkspolizei See, Volksmarine
- Sassnitz; 1990–1991; Schnellboot; Sassnitz-Klasse; Volksmarine, Bundesmarine

Saturn
- Saturn; 1956–1962; Minenräumboot; R-Boot der Kriegsmarine; Bundesmarine

Sauerland
- Sauerland; 1960–1969; Materialtransporter; Klasse 785; Bundesmarine

### Sc
Schamien
- Schamien; 1900–1904; Flusskanonenboot; Einzelschiff; Kaiserliche Marine

Scharf
- Scharf; 1882–1891; Torpedoboot; Schütze-Klasse; Kaiserliche Marine

Scharhörn
- Scharhörn; 1959–1990; Hafenschlepper; Lütje-Hörn-Klasse; Bundesmarine
- Scharhörn; seit 1990; Hafenschlepper; Nordstrand-Klasse; Bundesmarine

Scharnhorst
- Scharnhorst; 1907–1914; Großer Kreuzer; Scharnhorst-Klasse; Kaiserliche Marine
- Scharnhorst; 1939–1943; Schlachtschiff; Scharnhorst-Klasse; Kriegsmarine
- Scharnhorst; 1959–1968; Schulfregatte; Brommy-Klasse; Bundesmarine

Scheer
→ Admiral Scheer
- Admiral Scheer; 1934–1945; Panzerschiff, Schwerer Kreuzer; Deutschland-Klasse; Reichsmarine, Kriegsmarine
- Scheer; 1959–1967; Schulfregatte; Brommy-Klasse; Bundesmarine

Schlei
- Schlei; 1966–2017; Landungsboot; Barbe-Klasse; Bundesmarine

Schlesien
- Schlesien; 1908–1945; Linienschiff; Deutschland-Klasse; Kaiserliche Marine, Reichsmarine, Kriegsmarine

Schleswig
- Schleswig; 1958–2000; Küstenminensuchboot, Hohlstablenkboot; Lindau-Klasse; Bundesmarine
- Schleswig; ab 2023; Arbeitsboot; Schleswig-Klasse; Wehrtechnische Dienststelle 71[1]

Schleswig-Holstein
- Schleswig-Holstein; 1908–1945; Linienschiff; Deutschland-Klasse; Kaiserliche Marine, Reichsmarine, Kriegsmarine
- Schleswig-Holstein; 1964–1994; Zerstörer; Hamburg-Klasse; Bundesmarine
- Schleswig-Holstein; seit 1995; Fregatte; Brandenburg-Klasse; Deutsche Marine

Schneewittchen
- Schneewittchen; 1888–1921; Torpedoboot, Stationsyacht; Einzelschiff; Kaiserliche Marine

Schönebeck
- Schönebeck; 1973–1990; Minensuchboot; Kondor-II-Klasse; Volksmarine

Schütze
- Schütze; 1883–1891; Torpedoboot; Schütze-Klasse; Kaiserliche Marine
- Schütze; 1959–1992; Schnelles Minensuchboot; Schütze-Klasse; Bundesmarine

Schwaben
- Schwaben; 1904–1921; Linienschiff; Wittelsbach-Klasse; Kaiserliche Marine, Reichsmarine

Schwabenland
- Schwabenland; 1939–1945; Katapultschiff; Einzelschiff; Luftwaffe der Wehrmacht

Schwalbe
- Schwalbe; 1864–1872; Dampfkanonenboot; Jäger-Klasse; Preußische Marine, Marine des Norddeutschen Bundes, Kaiserliche Marine
- Schwalbe; 1888–1919; Kleiner Kreuzer; Schwalbe-Klasse; Kaiserliche Marine

Schwarzwald
- Schwarzwald; 1961–1974; Munitionstransporter; Einzelschiff; Bundesmarine

Schwedt
- Schwedt; 1964–1978; Landungsboot; Robbe-Klasse; Volksmarine
- Schwedt; 1979–1990; Landungsschiff; Frosch-I-Klasse; Volksmarine

Schwerin
- Schwerin; 1939–1941; Truppentransporter, Minenschiff; Einzelschiff; Kriegsmarine
- Schwerin; 1953–1967; Minensuchboot; Habicht-Klasse; Volkspolizei See, Volksmarine
- Schwerin; 1977–1990; Landungsschiff; Frosch-I-Klasse; Volksmarine

Scorpion
→ Skorpion

### Se
Sedan
- Sedan; 1877–1878; Gedeckte Korvette; Leipzig-Klasse; Kaiserliche Marine

Seeadler
→ Liste von Schiffen mit dem Namen Seeadler
- Seeadler; 1892–1917; Kleiner Kreuzer; Bussard-Klasse; Kaiserliche Marine
- Seeadler; 1916–1917; Hilfskreuzer; Einzelschiff, Vollschiff; Kaiserliche Marine
- Seeadler; 1927–1942 Torpedoboot; Torpedoboot 1923; Reichsmarine, Kriegsmarine
- Seeadler; 1958–1976; Schnellboot; Jaguar-/Seeadler-Klasse; Bundesmarine
- S 68 Seeadler; 1977–2005; Schnellboot; Albatros-Klasse; Bundesmarine[A 2]

Seefalke
- Seefalke; 1966–1971; Dienstboot; Torpedofangboot (Kriegsmarine); Bundesmarine

Seehund
- Seehund; 1956–1960; Minensuchboot; Seelöwe-Klasse; Bundesmarine

Seeigel
- Seeigel; 1956–1960; Minensuchboot; Seelöwe-Klasse; Bundesmarine

Seelöwe
- Seelöwe; 1956–1960; Minensuchboot; Seelöwe-Klasse; Bundesmarine

Seepferd
- Seepferd; 1956–1960; Minensuchboot; Seelöwe-Klasse; Bundesmarine

Seeschlange
- Seeschlange; 1956–1960; Minensuchboot; Seelöwe-Klasse; Bundesmarine

Seestern
- Seestern; 1956–1960; Minensuchboot; Seelöwe-Klasse; Bundesmarine

Seeschwalbe
- Seeschwalbe; 1957–1964; Schnellboot; Silbermöwe-Klasse; Bundesmarine

Senftenberg
- Senftenberg; 1955–1968; Minenräumboot; Schwalbe-Klasse; Volkspolizei See, Volksmarine

Seydlitz
- Seydlitz; 1913–1919; Großer Kreuzer; Einzelschiff; Kaiserliche Marine

### Si
Sicher
- Sicher; 1882–1891; Torpedoboot; Schütze-Klasse; Kaiserliche Marine

Siegburg
- Siegburg; seit 1990; Schnelles Minensuchboot, Hohlstablenkboot; Hameln-/Ensdorf-Klasse; Bundesmarine

Siegen
- Siegen; 1960–1963; Küstenminensuchboot; Vegesack-Klasse; Bundesmarine

Siegfried
- Siegfried; 1890–1919; Küstenpanzerschiff; Siegfried-Klasse; Kaiserliche Marine
- Sigfrid; Zweiter Weltkrieg[A 3]; Hilfsminensuchboot, Vorpostenboot; Fischdampfer; Kriegsmarine

Sigfrid
→ Siegfried
Silbermöwe
- Silbermöwe; 1956–1967; Schnellboot; Silbermöwe-Klasse; Bundesmarine

Sirius
- Sirius; 1956–1959; Minenräumboot; R-Boot der Kriegsmarine; Bundesmarine
- Sirius; 1961–1990; Schnelles Minensuchboot; Schütze-Klasse; Bundesmarine

### Sk
Skagerrak
- Skagerrak; 1940–1944; Minenschiff; Einzelschiff; Kriegsmarine

Skorpion
- Scorpion; 1861–1877; Dampfkanonenboot; Jäger-Klasse; Preußische Marine, Marine des Norddeutschen Bundes, Kaiserliche Marine
- Scorpion; 1884–1911; Panzerkanonenboot; Wespe-Klasse; Kaiserliche Marine
- Skorpion; 1940–1945; Führer- und Wohnschiff für Vorpostenboote; erbeutete britische Personenfähre; Kriegsmarine
- Skorpion; 1956–1962; Minenräumboot; R-Boot der Kriegsmarine; Bundesmarine
- Skorpion; 1963–1990; Schnelles Minensuchboot; Schütze-Klasse; Bundesmarine

### Sl
Sleipner
- Sleipner; 1900–1921; Torpedoboot; Einzelschiff; Kaiserliche Marine, Reichsmarine

### So
Sömmerda
- Sömmerda; 1973–1991; Minensuchboot; Kondor-II-Klasse; Volksmarine, Bundesmarine

Sonneberg
- Sonneberg; 1958–1974; Minenräumboot; Schwalbe-Klasse; Volksmarine

Sophie
- Sophie; 1882–1908; Kreuzerkorvette; Carola-Klasse; Kaiserliche Marine

### Sp
Sperber
- Sperber; 1864–1878; Dampfkanonenboot; Jäger-Klasse; Preußische Marine, Marine des Norddeutschen Bundes, Kaiserliche Marine
- Sperber; 1889–1912; Kleiner Kreuzer; Schwalbe-Klasse; Kaiserliche Marine
- Sperber; 1938–1945; Schleuderschiff; Einzelschiff; Luftwaffe
- Sperber; 1959–1976; Schnellboot; Jaguar/Seeadler-Klasse; Bundesmarine
- S 65 Sperber; 1976–2005; Schnellboot; Albatros-Klasse; Bundesmarine[A 2]

Spica
- Spica; 1944–1945; Schulschiff; Einzelschiff; Kriegsmarine
- Spica; 1956–1959; Minenräumboot; R-Boot der Kriegsmarine; Bundesmarine
- Spica; 1961–1992; Schnelles Minensuchboot; Schütze-Klasse; Bundesmarine

Spiekeroog
- Spiekeroog; seit 1968; Seeschlepper; Wangerooge-Klasse; Bundesmarine

### St
Steigerwald
- Steigerwald 1969–1993, Minentransporter, Sachsenwald-Klasse, Bundesmarine

Stein
- Stein; 1879–1908; Kreuzerfregatte; Bismarck-Klasse; Kaiserliche Marine

Steinbock
- Steinbock; 1960–1974; Schnelles Minensuchboot; Schütze-Klasse; Bundesmarine

Stendal
- Stendal; 1956–1971; Minenräumboot; Schwalbe-Klasse; Volkspolizei See, Volksmarine

Sternberg
- Sternberg; 1957–1963; Minenräumboot; Schwalbe-Klasse; Volksmarine

Stettin
- Stettin; 1907–1919; Kleiner Kreuzer; Königsberg-Klasse; Kaiserliche Marine

Stier
- Stier; 1961–1995; Schnelles Minensuchboot, Minentaucherboot; Schütze-Klasse; Bundesmarine

Stör
- Stör; 1966–1992; Landungsboot; Barbe-Klasse; Bundesmarine

Störtebeker
- Störtebeker; 1937–1940; Versuchsboot; Minensuchboot 1916; Kriegsmarine

Stollergrund
- Stollergrund; seit 1989; Erprobungsboot; Stollergrund-Klasse; Bundesamt für Wehrtechnik und Beschaffung

Storch
- Storch; 1960–1974; Schnellboot; Jaguar-Klasse; Bundesmarine
- S 52 Storch; 1974–1992; Schnellboot; Tiger-Klasse; Bundesmarine[A 2]

Stosch
- Stosch; 1878–1907; Kreuzerfregatte; Bismarck-Klasse; Kaiserliche Marine

Strahl
- Strahl; 1936–1948; Versuchsboot; Einzelschiff; Kriegsmarine, Deutscher Minenräumdienst
- Strahl; 1962–1965; Schnellboot; Vosper-Klasse; Bundesmarine

Stralsund
- Stralsund; 1817–1829; Schoner; Einzelschiff; Preußische Marine
- Stralsund; 1912–1918; Kleiner Kreuzer; Magdeburg-Klasse; Kaiserliche Marine
- Stralsund; 1940–1940; Minenschiff; Einzelschiff; Kriegsmarine
- Stralsund; 1955–1970; Minensuchboot; Habicht-Klasse; Volkspolizei See, Volksmarine
- Stralsund; 1971–1990; Minensuchboot; Kondor-II-Klasse; Volksmarine

Strasburg
- Strasburg; 1971–1990; Minensuchboot; Kondor-II-Klasse; Volksmarine

Straßburg
- Straßburg; 1912–1920; Kleiner Kreuzer; Magdeburg-Klasse; Kaiserliche Marine, Reichsmarine

Strelasund
- Strelasund; 1971–1990; Torpedofangboot; Kondor-I-Klasse; Volksmarine

Stubbenkammer
- Stubbenkammer; 1954–1976; Seezeichenkontrollfahrzeug; Sperling-Klasse; Seehydrographischer Dienst der DDR

Sturmmöwe
- Sturmmöwe; 1956–1967; Schnellboot; Silbermöwe-Klasse; Bundesmarine

Stuttgart
- Stuttgart; 1908–1919; Kleiner Kreuzer; Königsberg-Klasse; Kaiserliche Marine

### Su
Südperd
- Südperd; 1980–1990; Versorger; Frosch-II-Klasse; Volksmarine

Suhl
- Suhl; 1953–1967; Minensuchboot; Habicht-Klasse; Volkspolizei See, Volksmarine

Sulzbach-Rosenberg
- Sulzbach-Rosenberg; seit 1996; Minenjagdboot; Frankenthal-Klasse; Bundesmarine

Sundevall
- Sundevall; 1938–1940; Versuchsboot; Minensuchboot 1916; Kriegsmarine

### Sy
Sylt
- Sylt; 1962–1994; Hafenschlepper; Sylt-Klasse; Bundesmarine

## T

### Ta
Taku
- Taku; 1933–1935; Tender; Minensuchboot 1916; Reichsmarine, Kriegsmarine

Tanga
- Tanga; 1939–1947; Schnellbootbegleitschiff; Einzelschiff; Kriegsmarine, Deutscher Minenräumdienst

Tangerhütte
- Tangerhütte; 1972–1991; Minensuchboot; Kondor-II-Klasse; Volksmarine, Bundesmarine

Tannenberg
- Tannenberg; 1939–1941; Minenschiff; Einzelschiff; Kriegsmarine

Tapfer
- Tapfer; 1883–1890; Torpedoboot; Schütze-Klasse; Kaiserliche Marine

Tarantel
- V 5519 Tarantel; 1940–1945; Vorpostenboot; norwegische Storm-Klasse; Kriegsmarine

Taucher
- Taucher I; 1959–1981; Taucherboot; Projekt 24; Volksmarine
- Taucher II; 1959–1990; Taucherboot; Projekt 24; Volksmarine

### Te
Tegernsee
- Tegernsee; seit 1967; Betriebstransporter; Walchensee-Klasse; Bundesmarine

Templin
- Templin; 1969–1990; Minensuchboot; Kondor-I-Klasse; Volksmarine

Teterow
- Teterow; 1984–1991; U-Jagd-Boot; Parchim-Klasse; Volksmarine, Bundesmarine

### Th
Theodor Riedel
- Z 6 Theodor Riedel; 1937–1945; Zerstörer; Zerstörer-1934-Klasse; Kriegsmarine

Theseus
- Theseus; 1963–1992; U-Jagd-Boot; Thetis-Klasse; Bundesmarine

Thetis
- Thetis; 1855–1871; Segelfregatte; Einzelschiff; Preußische Marine, Marine des Norddeutschen Bundes, Kaiserliche Marine
- Thetis; 1901–1929; Kleiner Kreuzer; Gazelle-Klasse; Kaiserliche Marine, Reichsmarine
- Thetis; 1941–1945; Flak-Schiff; norwegische Harald-Haarfagre-Klasse; Kriegsmarine
- Thetis; 1961–1991; U-Jagd-Boot; Thetis-Klasse; Bundesmarine

Thor
- Thor, auch Handelsstörkreuzer 4 (HSK 4) und Schiff 10; 1940–1942; Hilfskreuzer; Einzelschiff; Kriegsmarine

Thorn
- Thorn; 1823–1840; Flusskanonenboot; Einzelschiff; Preußische Marine, Preußische Armee

Thüringen
- Thüringen; 1911–1919; Großlinienschiff; Helgoland-Klasse; Kaiserliche Marine

### Ti
Tiger
- Tiger; 1864–1877; Dampfkanonenboot; Jäger-Klasse; Preußische Marine, Marine des Norddeutschen Bundes, Kaiserliche Marine
- Tiger; 1900–1914; Kanonenboot; Iltis-Klasse; Kaiserliche Marine
- Tiger; 1928–1942; Torpedoboot; Raubtier-Klasse; Reichsmarine, Kriegsmarine
- Tiger; 1940–1945; Torpedoboot; Sleipner-Klasse; Kriegsmarine[A 4]
- Tiger; 1958–1974; Schnellboot; Jaguar-Klasse; Bundesmarine
- S 41 Tiger; 1972–1998; Schnellboot; Tiger-Klasse; Bundesmarine[A 2]

Tirpitz
- Tirpitz; 1941–1944; Schlachtschiff; Bismarck-Klasse; Kriegsmarine

### To
Todendorf
- Todendorf; ≈1956–1970; Sicherungsboot; Torpedofangboot (Kriegsmarine); Schießplatzkommando Todendorf
- Todendorf; seit 1993; Sicherungsboot; Todendorf-Klasse; Wehrbereichskommando Küste

Togo
- Togo; 1943–1945; Nachtjagdleitschiff; Einzelschiff; Kriegsmarine
- Togo; 1940–1946; Minenleger; norwegische Otra-Klasse; Kriegsmarine, Deutscher Minenräumdienst

Torgau
- Torgau; 1956–1971; Minenräumboot; Schwalbe-Klasse; Volkspolizei See, Volksmarine

### Tr
Trave
- Trave; 1951–1971; Schul- und Begeltschiff, später Messboot; Eider-Klasse; Seegrenzschutz, Bundesmarine

Trischen
- Trischen; 1959–1990; Hafenschlepper; Lütje-Hörn-Klasse; Bundesmarine

Triton
- Triton; 1918–1921; Vermessungsschiff; Einzelschiff; Kaiserliche Marine, Reichsmarine
- Triton; 1938–1944; Vermessungsschiff; Einzelschiff; Kriegsmarine
- Triton; 1962–1992; U-Jagd-Boot; Thetis-Klasse; Bundesmarine

### Ts
Tsingtau
- Tsingtau; 1904–1917; Flusskanonenboot; Tsingtau-Klasse; Kaiserliche Marine
- Tsingtau; 1934–1947; Schnellbootbegleitschiff; Einzelschiff; Reichsmarine, Kriegsmarine, Deutscher Minenräumdienst

### Tu
Tübingen
- Tübingen; 1958–1997; Küstenminensuchboot, Minenjagdboot; Lindau-Klasse; Bundesmarine

Tümmler
- Tummler; 1848–1851; Segelkutter, Schulboot; Einzelschiff; Schleswig-Holsteinische Marine
- Tümmler; 1966–1992; Landungsboot; Barbe-Klasse; Bundesmarine

## U

### Uc
Uckermark
- Uckermark; 1942–1942; Trossschiff; Dithmarschen-Klasse; Kriegsmarine
- Uckermark; 1986–2002; Schwimmender Stützpunkt, Wohnschiff; Ohre-Klasse; Volksmarine, Bundesmarine

### Ue
Überherrn
- Überherrn; seit 1989; Schnelles Minensuchboot, Minenjagdboot; Hameln-/Kulmbach-Klasse; Bundesmarine

Ueckermünde
- Ueckermünde; 1969–1990; Minensuchboot; Kondor-I-Klasse; Volksmarine

### Ul
Ulan
- Ulan; 1876–1909; Torpedoerprobungsschiff, Tender; Einzelschiff; Kaiserliche Marine

Ulm
- Ulm; 1959–1999; Küstenminensuchboot, Hohlstablenkboot; Lindau-Klasse; Bundesmarine

### Un
Undine
- Undine; 1871–1884; Brigg, Schulschiff; Einzelschiff; Kaiserliche Marine
- Undine; 1904–1915; Kleiner Kreuzer; Gazelle-Klasse; Kaiserliche Marine
- Undine; 1967–2001; Küstenwachboot, Binnenminensuchboot; Frauenlob-Klasse; Bundesmarine

### Ur
Uranus
- Uranus; 1960–1971; Schnelles Minensuchboot; Schütze-Klasse; Bundesmarine

### Us
Usedom
- Usedom; 1966–1990; Tanker; Baskunchak-Klasse; Volksmarine

## V

### Va
Vaterland
- Vaterland; 1904–1917; Flusskanonenboot; Tsingtau-Klasse; Kaiserliche Marine

### Ve
Vegesack
- Vegesack; 1960–1963; Küstenminensuchboot; Vegesack-Klasse; Bundesmarine

Veneto
- Veneto, um 1829, Brigg, Österreichische Kriegsmarine

Versailles
- Versailles; 1940–1942; Minenschiff; Einzelschiff; Kriegsmarine

### Vi
Victoria
- Victoria; 1864–?; Dampfkorvette; Augusta-Klasse; Preußische Marine, Marine des Norddeutschen Bundes, Kaiserliche Marine

Victoria Louise
- Victoria Louise; 1899–1919; Großer Kreuzer; Victoria-Louise-Klasse; Kaiserliche Marine

Vilm
- Vilm; 1952–1990; Tanker; Projekt RL 235; Volkspolizei See, Volksmarine

Vineta
→ Vineta (Schiffsname)
- Vineta; 1864–?; Gedeckte Korvette; Arcona-Klasse; Preußische Marine, Marine des Norddeutschen Bundes, Kaiserliche Marine
- Vineta; 1899–1919; Großer Kreuzer; Victoria-Louise-Klasse; Kaiserliche Marine
- Vineta; 1962–1991; Küstenwachboot, Binnenminensuchboot; Ariadne-Klasse; Bundesmarine

Viper
- Viper; 1885–1909; Panzerkanonenboot; Wespe-Klasse; Kaiserliche Marine
- Viper; 1958–1969; Landungsschiff; Eidechse-Klasse; Bundesmarine

Vitte
- Vitte; 1970–1990; Minensuchboot; Kondor-I-Klasse; Volksmarine

### Vo
Völklingen
- Völklingen; 1960–1999; Küstenminensuchboot, Minenjagdboot; Lindau-Klasse; Bundesmarine

Vogelsand
- Vogelsand; 1959–1990; Hafenschlepper; Lütje-Hörn-Klasse; Bundesmarine
- Vogelsand; seit 1987; Hafenschlepper; Nordstrand-Klasse; Bundesmarine

Vogtland
- Vogtland; 1984–2002; Schwimmender Stützpunkt, Wohnschiff; Ohre-Klasse; Volksmarine, Bundesmarine

Volker
- Volker; Zweiter Weltkrieg[A 3]; Hilfsminensuchboot, Vorpostenboot; Fischdampfer; Kriegsmarine

Von der Groeben
- Von der Groeben; 1939–1940; Räumbootbegleitschiff; Minensuchboot 1916; Kriegsmarine

Von der Lippe
- Von der Lippe; 1941–1944; Räumbegleitschiff; Minensuchboot 1916; Kriegsmarine

Von der Tann
- Von der Tann; 1849–1851; Schraubenkanonenboot; Einzelschiff; Schleswig-Holsteinische Marine
- Von der Tann; 1911–1919; Großer Kreuzer; Einzelschiff; Kaiserliche Marine

Vorwärts
- Vorwärts; 1882–1891; Torpedoboot; Schütze-Klasse; Kaiserliche Marine
- Vorwärts; 1901–1910; Flusskanonenboot; Einzelschiff; Kaiserliche Marine

### Vu
Vulkan
- Vulkan; 1907–1919; U-Boot-Bergeschiff; Einzelschiff; Kaiserliche Marine

## W

### Wa
Waage
- Waage; 1962–1992; Schnelles Minensuchboot; Schütze-Klasse; Bundesmarine

Wacht
- Wacht; 1889–1910; Aviso; Wacht-Klasse; Kaiserliche Marine
- Wacht; 1929–1933; Tender; Minensuchboot 1916; Reichsmarine

Walchensee
- Walchensee; 1966–2001; Betriebstransporter; Walchensee-Klasse; Bundesmarine

Waldemar Kophamel
- Waldemar Kophamel; 1940–1944; U-Boot-Begleitschiff; Wilhelm-Bauer-Klasse; Kriegsmarine, Deutscher Minenräumdienst

Walther von Ledebur
- Walther von Ledebur; 1967–1994; Erprobungsboot; Einzelschiff; Bundesmarine

Wangerooge
- Wangerooge; seit 1968; Seeschlepper, Schulboot; Wangerooge-Klasse; Bundesmarine

Waren
- Waren; 1955–1973; Minenräumboot; Schwalbe-Klasse; Volkspolizei See, Volksmarine
- Waren; 1982–1990; U-Jagd-Boot; Parchim-Klasse; Volksmarine

### We
Wega
- Wega; 1956–1962; Minenräumboot; R-Boot der Kriegsmarine; Bundesmarine
- Wega; 1963–1988; Schnelles Minensuchboot; Schütze-Klasse; Bundesmarine

Weichsel
- Weichsel; 1937–1945; U-Boot-Begleitschiff; Einzelschiff; Kriegsmarine

Weiden
- Weiden; 1993–2006; Minenjagdboot; Frankenthal-Klasse; Bundesmarine

Weihe
- Weihe; 1959–1972; Schnellboot; Jaguar-Klasse; Bundesmarine
- S 57 Weihe; 1975–2002; Schnellboot; Tiger-Klasse; Bundesmarine[A 2]

Weilheim
- Weilheim; 1959–1995; Küstenminensuchboot, Minenjagdboot; Lindau-Klasse; Bundesmarine
- Weilheim; seit 1998; Minenjagdboot; Frankenthal-Klasse; Bundesmarine

Weimar
- Weimar; 1956–1973; Minenräumboot; Schwalbe-Klasse; Volkspolizei See, Volksmarine

Weißenburg
- Weißenburg; 1894–1910; Linienschiff; Brandenburg-Klasse; Kaiserliche Marine

Weisswasser
- Weisswasser; 1955–1973; Minenräumboot; Schwalbe-Klasse; Volkspolizei See, Volksmarine

Welle
- Welle; 1934–1937; Funk- und Sonarversuchsboot; Einzelschiff; Reichsmarine, Kriegsmarine
- Welle; ?–1975; Radarbeschickungsboot; Torpedofangboot (Kriegsmarine); Bundesmarine

Wels
- Wels; 1966–1992; Landungsboot; Barbe-Klasse; Bundesmarine

Werdau
- Werdau; 1983–1990; Erprobungsschiff; Darss-Klasse; Volksmarine

Werra
- Werra; 1964–1991; Tender; Rhein-Klasse; Bundesmarine
- Werra; seit 1993; Tender; Elbe-Klasse; Bundesmarine

Weser
- Weser; 1931–1953; Fischereischutzboot, Räumbootbegleitschiff; Reichsmarine, Kriegsmarine, Deutscher Minenräumdienst, Minenräumverband Cuxhaven, Marinedienstgruppe der Royal Navy
- Weser; 1962–1975; Tender; Rhein-Klasse; Bundesmarine

Wespe
- Wespe; 1864–1872; Dampfkanonenboot; Jäger-Klasse; Preußische Marine, Marine des Norddeutschen Bundes, Kaiserliche Marine
- Wespe; 1877–1909; Panzerkanonenboot; Wespe-Klasse; Kaiserliche Marine
- Wespe; 1957–1963; Schulboot (zuletzt Zielschiff); Wespe-Klasse; Bundesmarine

Westensee
- Westensee; 1967–2003; Betriebstransporter; Walchensee-Klasse; Bundesmarine

Westerwald
- Westerwald; 1967–2010; Munitionstransporter; Westerwald-Klasse; Bundesmarine

Westfalen
- Westfalen; 1909–1919; Großlinienschiff; Nassau-Klasse; Kaiserliche Marine
- Westfalen; 1940–1944; Schleuderschiff; Einzelschiff; Luftwaffe der Wehrmacht

Wettin
- Wettin; 1902–1920; Linienschiff; Wittelsbach-Klasse; Kaiserliche Marine, Reichsmarine

Wetzlar
- Wetzlar; 1958–1995; Küstenminensuchboot, Minenjagdboot; Lindau-Klasse; Bundesmarine

### Wi
Widder
- Widder, auch Handelsstörkreuzer 3 (HSK 3) und Schiff 36; 1939–1940; Hilfskreuzer; Einzelschiff; Kriegsmarine
- Widder; 1960–1989; Schnelles Minensuchboot; Schütze-Klasse; Bundesmarine

Wiesbaden
- Wiesbaden; 1915–1916; Kleiner Kreuzer; Wiesbaden-Klasse; Kaiserliche Marine
- Wiesbaden; 1917–1920; Kleiner Kreuzer; Cöln-Klasse; Kaiserliche Marine

Wiesel
- Wiesel; 1962–1984; Schnellboot; Zobel-Klasse; Bundesmarine
- S 79 Wiesel; seit 1984; Schnellboot; Gepard-Klasse; Bundesmarine[A 2]

Wildschwan
- Wildschwan; 1956–1967; Schnellboot; Silbermöwe-Klasse; Bundesmarine

Wilhelm Bauer
- Wilhelm Bauer; 1940–1945; U-Boot-Begleitschiff; Wilhelm-Bauer-Klasse; Kriegsmarine, Deutscher Minenräumdienst
- Wilhelm Bauer; 1960–1982; U-Boot; Klasse 202; Bundesmarine

Wilhelm Heidkamp
- Z 21 Wilhelm Heidkamp; 1939–1940; Zerstörer; Zerstörer Typ 1936; Kriegsmarine

Wilhelm Pieck
- Wilhelm-Pieck-Stadt Guben; 1973–1990; Minensuchboot; Kondor-II-Klasse; Volksmarine
- Wilhelm Pieck; 1976–1990; Schulschiff; Wodnik-Klasse; Volksmarine

Wische
- Wische; seit 1990; Wohnschiff; Ohre-Klasse; Bundesmarine

Wismar
- Wismar; 1981–1991; U-Jagd-Boot; Parchim-Klasse; Volksmarine, Bundesmarine

Wittelsbach
- Wittelsbach; 1902–1920; Linienschiff; Wittelsbach-Klasse; Kaiserliche Marine, Reichsmarine

Wittensee
- Wittensee; 1959–1995; Betriebsstofftransporter; Klasse 763; Bundesmarine

Wittow
- Wittow; 1983–1990; Versorger; Darss-Klasse; Volksmarine

Wittstock
- Wittstock; 1971–1990; Minensuchboot; Kondor-II-Klasse; Volksmarine

### Wo
Wörth
- Wörth; 1893–1919; Linienschiff; Brandenburg-Klasse; Kaiserliche Marine

Woge
- Woge; 1970–1976; Dienstboot; Torpedofangboot (Kriegsmarine); Bundesmarine

Wolf
- Wolf; 1864–1875; Dampfkanonenboot; Jäger-Klasse; Preußische Marine, Marine des Norddeutschen Bundes, Kaiserliche Marine
- Wolf; 1878–1906; Kanonenboot; Wolf-Klasse; Kaiserliche Marine
- Wolf; 1916–1916; Hilfskreuzer; Einzelschiff; Kaiserliche Marine
- Wolf; 1916–1919; Hilfskreuzer; Einzelschiff; Kaiserliche Marine
- Wolf; 1928–1942; Torpedoboot; Raubtier-Klasse; Reichsmarine, Kriegsmarine
- Wolf; 1952–1953; Tonnenleger; Einzelschiff; Seehydrographischer Dienst der DDR
- Wolf; 1958–1975; Schnellboot; Jaguar-Klasse; Bundesmarine
- S 49 Wolf; 1975–1997; Schnellboot; Tiger-Klasse; Bundesmarine[A 2]

Wolfgang Zenker
- Z 9 Wolfgang Zenker; 1938–1940; Zerstörer; Zerstörer Typ 1934A; Kriegsmarine

Wolfsburg
- Wolfsburg; 1959–2000; Küstenminensuchboot, Hohlstablenkboot; Lindau-Klasse; Bundesmarine

Wolgast
- Wolgast; 1955–1965; Minensuchboot; Habicht-Klasse; Volkspolizei See, Volksmarine
- Wolgast; 1971–1990; Minensuchboot; Kondor-II-Klasse; Volksmarine

Wolja
- Wolja; 1918–1918; Großlinienschiff; russische Imperatriza Marija-Klasse; Kaiserliche Marine

Worms
- Worms; 1960–1963; Küstenminensuchboot; Vegesack-Klasse; Bundesmarine

Wotan
- Wotan; Zweiter Weltkrieg[A 3]; Hilfsminensuchboot, Vorpostenboot; Fischdampfer; Kriegsmarine
- Wotan; 1965–1991; Werkstattschiff; Odin-Klasse; Bundesmarine, Bundesamt für Wehrtechnik und Beschaffung

### Wu
Württemberg
- Württemberg 1881–1919; Panzerkorvette, Panzerschiff, Torpedoschulschiff; Sachsen-Klasse; Kaiserliche Marine

Wurzen
- Wurzen; 1956–1971; Minenräumboot; Schwalbe-Klasse; Volkspolizei See, Volksmarine

## X

### Xa
Xanten
- Xanten 1918–1944; Minenschiff, U-Jäger; Klasse Flachgehendes Minensuchboot; Kriegsmarine

## Y

### Yo
Yorck
- Yorck; 1905–1914; Großer Kreuzer; Roon-Klasse; Kaiserliche Marine

## Z

### Za
Zähringen
- Zähringen; 1902–1944; Linienschiff, Zielschiff; Wittelsbach-Klasse; Kaiserliche Marine, Reichsmarine, Kriegsmarine

Zander
- Zander; 1966–2002;Landungsboot; Barbe-Klasse; Bundesmarine

### Ze
Zeitz
- Zeitz; 1956–1968; Minenräumboot; Schwalbe-Klasse; Volkspolizei See, Volksmarine
- Zeitz; 1973–1990; Minensuchboot; Kondor-II-Klasse; Volksmarine

Zephir
- Zephir; 1874–1907; Torpedoboot, Schlepper; Einzelschiff; Kaiserliche Marine

Zerbst
- Zerbst; 1972–1990; Minensuchboot; Kondor-II-Klasse; Volksmarine

Zerstörer
- Zerstörer 1; 1958–1972; Zerstörer; Fletcher-Klasse; Bundesmarine
- Zerstörer 2; 1959–1981; Zerstörer; Fletcher-Klasse; Bundesmarine
- Zerstörer 3; 1959–1980; Zerstörer; Fletcher-Klasse; Bundesmarine
- Zerstörer 4; 1959–1981; Zerstörer; Fletcher-Klasse; Bundesmarine
- Zerstörer 5; 1960–1982; Zerstörer; Fletcher-Klasse; Bundesmarine
- Zerstörer 6; 1960–1968; Zerstörer; Fletcher-Klasse; Bundesmarine

### Zi
Zieten
- Zieten; 1921–1939; Tender, Fischereischutzschiff; Minensuchboot 1916; Reichsmarine, Kriegsmarine

Zingst
- Zingst; 1970–1989; Minensuchboot; Kondor-I-Klasse; Volksmarine

### Zo
- Zobel; 1961–1982; Schnellboot; Zobel-Klasse; Bundesmarine
- S 75 Zobel; seit 1983; Schnellboot; Gepard-Klasse; Bundesmarine[A 2]

### Zw
Zwickau
- Zwickau; 1955–1968; Minenräumboot; Schwalbe-Klasse; Volkspolizei See, Volksmarine

### Listen von Schiffsnamen
- Liste der Namen der Kriegsschiffe im HRR
- Liste der Schiffe der Reichsflotte
- Liste preußischer Kriegsschiffe
- Liste der Schiffe der Kaiserlichen Marine
- Liste von Schiffen der Reichsmarine
- Liste von Schiffen der Kriegsmarine
- Liste von Schiffen und Booten der Luftwaffe von 1935–1945
- Liste der Schiffe der Bundeswehr
- Liste der Schiffe der Nationalen Volksarmee

### Listen von Schiffen ohne Namen
- Liste deutscher Großer Torpedoboote (1898–1919)
- Liste der Küstentorpedoboote der A-Klassen
- Liste deutscher U-Boote (1906–1919)
- Liste deutscher U-Boote (1935–1945)/U 1–U 250
- Liste deutscher U-Boote (1935–1945)/U 251–U 500
- Liste deutscher U-Boote (1935–1945)/U 501–U 750
- Liste deutscher U-Boote (1935–1945)/U 751–U 1000
- Liste deutscher U-Boote (1935–1945)/U 1001–U 1250
- Liste deutscher U-Boote (1935–1945)/U 1251–U 1500
- Liste deutscher U-Boote (1935–1945)/U 1501–U 4870
- Liste von Unterseebooten der Bundeswehr